# Березовський (Волчихинський район)
Бере́зовський (рос. Берёзовский) — селище у складі Волчихинського району Алтайського краю, Росія. Адміністративний центр та єдиний населений пункт Березовської сільської ради.

## Населення
Населення — 541 особа (2010; 760 у 2002).
Національний склад (станом на 2002 рік):
- росіяни — 89 %